# شوح زيواني
شوح زيواني (الاسم العلمي: Abies ziyuanensis) هو نوع من النباتات يتبع جنس الشوح من الفصيلة الصنوبرية.